# گوری هورن
گوری هورن (به لاتین: Gorihorn) یک کوه در سوئیس است که در Klosters واقع شده‌است. گوری هورن ۲٬۹۸۶ متر بالاتر از سطح دریا واقع شده‌است.